# Aurélien Capoue
Aurélien Capoue (* 28. Februar 1982 in Niort, Frankreich) ist ein ehemaliger französischer Fußballspieler.

## Karriere

### Verein
Der Mittelfeldspieler stammt aus dem Nachwuchs von Chamois Niort und wechselte von dort über die Amateurvereine Vendée Fontenay Foot und SO Romorantin 2004 zum Erstligisten FC Nantes. Dort war er sieben Jahre aktiv und wurde zwischenzeitlich auch an AJ Auxerre verliehen. Dann spielte er eine Saison bei US Boulogne und nach einer kurzen Karrierepause beendete er 2015 bei USO Bruay-la-Buissière seine aktive Laufbahn.

### Nationalmannschaft
In den Jahren 2007 und 2009 nahm er mit der Nationalmannschaft von Guadeloupe am CONCACAF Gold Cup teil und absolvierte dabei insgesamt sieben Partien.

## Sonstiges
Seit dem 6. Februar 2016 arbeitet Capoue als Sportdirektor bei seinem ehemaligen Verein US Boulogne. Sein jüngerer Bruder  Étienne Capoue (* 1988) ist ebenfalls Fußballprofil und spielt momentan für den FC Villarreal in Spanien.